# 罗穆阿尔多·吉廖内
罗穆阿尔多·吉廖内（義大利語：Romualdo Ghiglione，1891年2月25日—1940年3月12日），意大利前男子竞技体操运动员。他曾获得1920年夏季奥运会体操比赛男子团体全能金牌。他在退役后成为体育官员。